# Xã Cleona, Quận Scott, Iowa
Xã Cleona (tiếng Anh: Cleona Township) là một xã thuộc quận Scott, tiểu bang Iowa, Hoa Kỳ. Năm 2010, dân số của xã này là 464 người.